# Pachnobia comparata
Pachnobia comparata là một loài bướm đêm trong họ Noctuidae.